# Sela (Šmarješke Toplice, Slovenija)
Sela je naselje u slovenskoj Općini Šmarješke Toplice. Sela se nalazi u pokrajini Dolenjskoj i statističkoj regiji Jugoistočnoj Sloveniji. 

## Stanovništvo
Prema popisu stanovništva iz 2002. godine naselje je imalo 26 stanovnika.